# برند یاکل
برند یاکل (انگلیسی: Bernd Jäkel؛ زادهٔ ۱ مهٔ ۱۹۵۴) قایقران قایق بادبانی اهل آلمان بود.